# Léon Guillet
Pour les articles homonymes, voir Guillet.
Léon Alexandre Guillet, né le 11 juillet 1873 à Saint-Nazaire et mort le 9 mai 1946 en son domicile dans le 17e arrondissement de Paris, est un métallurgiste français, connu pour ses études sur les aciers inoxydables martensitiques et les aciers inoxydables austénitiques au début du XXe siècle.
Ingénieur diplômé de l'École centrale Paris (promotion 1897), il y enseigne avant d'en devenir le directeur de 1922 à 1945. Il fut membre de l'Académie des sciences.
Il fit partie du premier conseil d'administration de la fondation Singer-Polignac.
Il est le père de Léon Pierre Adolphe Guillet (1908-1991), également Centralien (promotion 1931), ingénieur en métallurgie.
Il a reçu la Francisque.

## Décorations
- Grand officier de la Légion d'honneur
- Officier de l'Instruction publique
- Grand Officier de l'Ordre du Nil
- Grand Officier de l'Ordre de l'Étoile d'Anjouan
- Commandeur de 1re classe de l'ordre du Dannebrog
- Commandeur de l'ordre de la Couronne de chêne
- Commandeur de l'ordre de Léopold
- Commandeur de l'Ordre Polonia Restituta
- Commandeur de l'Ordre du Lion blanc
- Officier de l'ordre du Ouissam alaouite
- Officier de l'Ordre du Christ (Portugal)
- Grand Officier de l'Ordre de Orange-Nassau (7 juin 1934)[5]